# 孟加拉國防軍事博物館
孟加拉國防軍事博物館是位於孟加拉國達卡的一座軍事博物館，該機構由孟加拉陸軍管理，該館舍位於孟加拉謝赫·穆吉布爾·拉赫曼新劇院旁邊。博物館收藏了孟加拉國的軍事歷史、遺產、參與戰役以及各種武器和彈藥文物。

## 歷史
該博物館成立於1987年，並於1999年永久遷至其目前位於勝利大道（達卡）的位置。博物館還擁有一系列軍事車輛和武器，這些車輛和武器是在孟加拉國解放戰爭後從當時的巴基斯坦军队中所獲得。
2010年，博物館成立了一個委員會，由當時陸軍參謀長領導的所有武裝部隊的代表組成。委員會建議將博物館升級為世界級博物館，並以謝赫·穆吉布·拉赫曼的名字命名。為此，2016年還準備了一個27.6億盧比的項目對博物館進行升級及修復計畫。總理谢赫·哈西娜於2022年為新設立的軍事博物館揭幕。
當前，該博物館共設立藝術館、展覽館、禮品店、露天劇場、電影院廳、多功能廳、研討廳、圖書館、檔案館、雕塑及壁畫、自助餐廳、燈光噴泉等設施群。

## 展示
該博物館是由建築師阿里·伊馬姆（Ali Imam）、建築諮詢公司納沙比德建築事務所、設計工作團隊（DWG）和穆克塔·丁威迪·麥克拉倫建築事務所（MDM）共同合作的合資項目。建築位於孟加拉謝赫·穆吉布爾·拉赫曼新劇院西側的10英畝土地上，這些團隊共同負責博物館的內部和外部設計。
博物館分為六個部分，包括一樓的孟加拉國歷史展間，二樓的孟加拉陸軍展間，三樓的孟加拉空軍展間，四樓的联合国维持和平部队展間，以及地下室的孟加拉国海军展間。博物館的複合建築內還有一個名為「托沙卡納·賈杜喬爾」（Toshakhana Jadughor）的獨立博物館。
在「托沙卡納·賈杜喬爾」中央社有一座宏偉的谢赫·穆吉布·拉赫曼雕塑，所有的文物都以螺旋形繞著它陳列。目前博物館還廣泛實施擴增實境、交互式顯示、虛擬實境、全息圖等特殊輔助設施。
與這個博物館建築群相鄰的是一個名為沙卡納·賈杜喬爾的獨立博物館。主要展示該國重要人員收到的禮物和獎項。

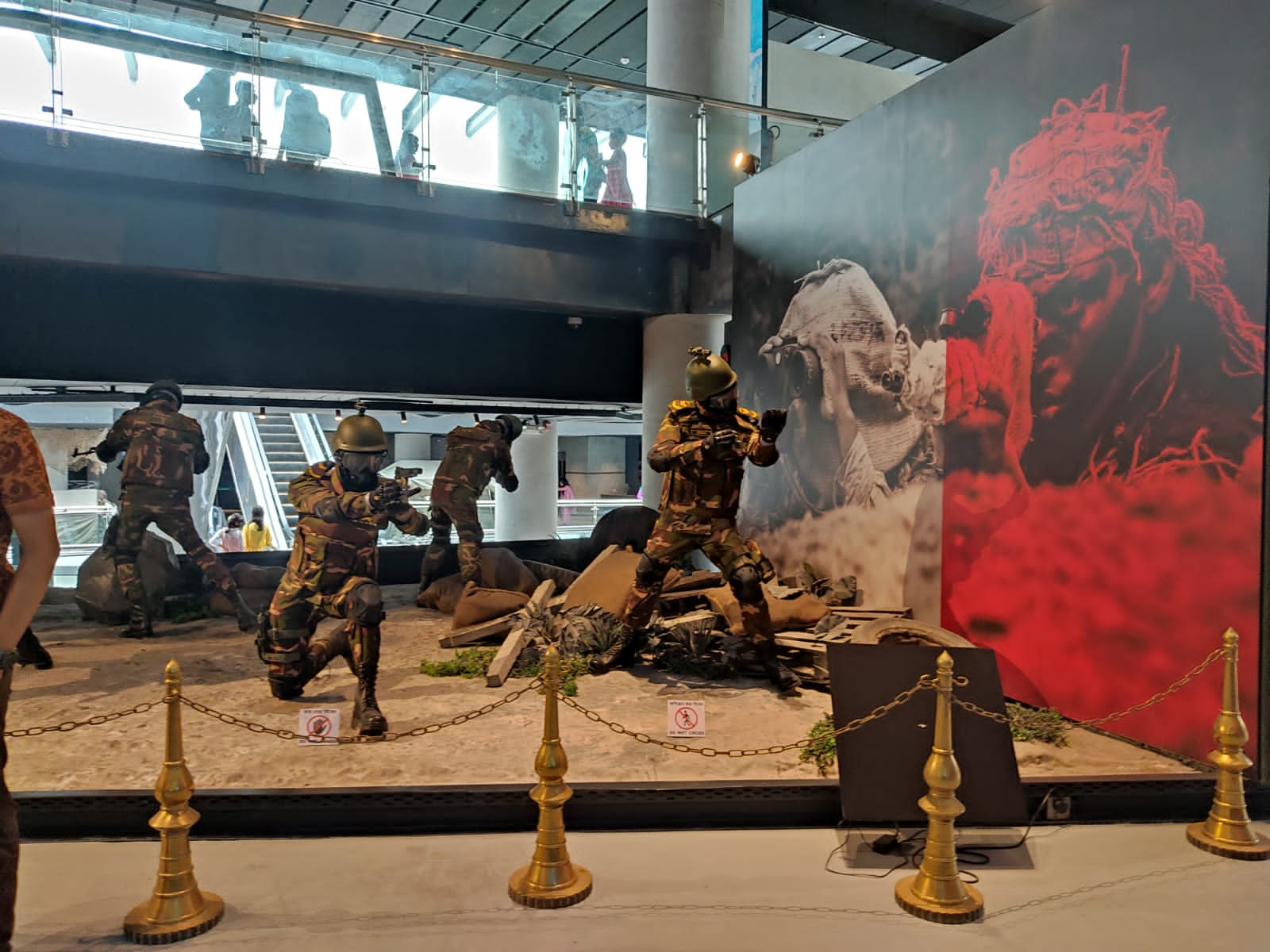
孟加拉陸軍展間
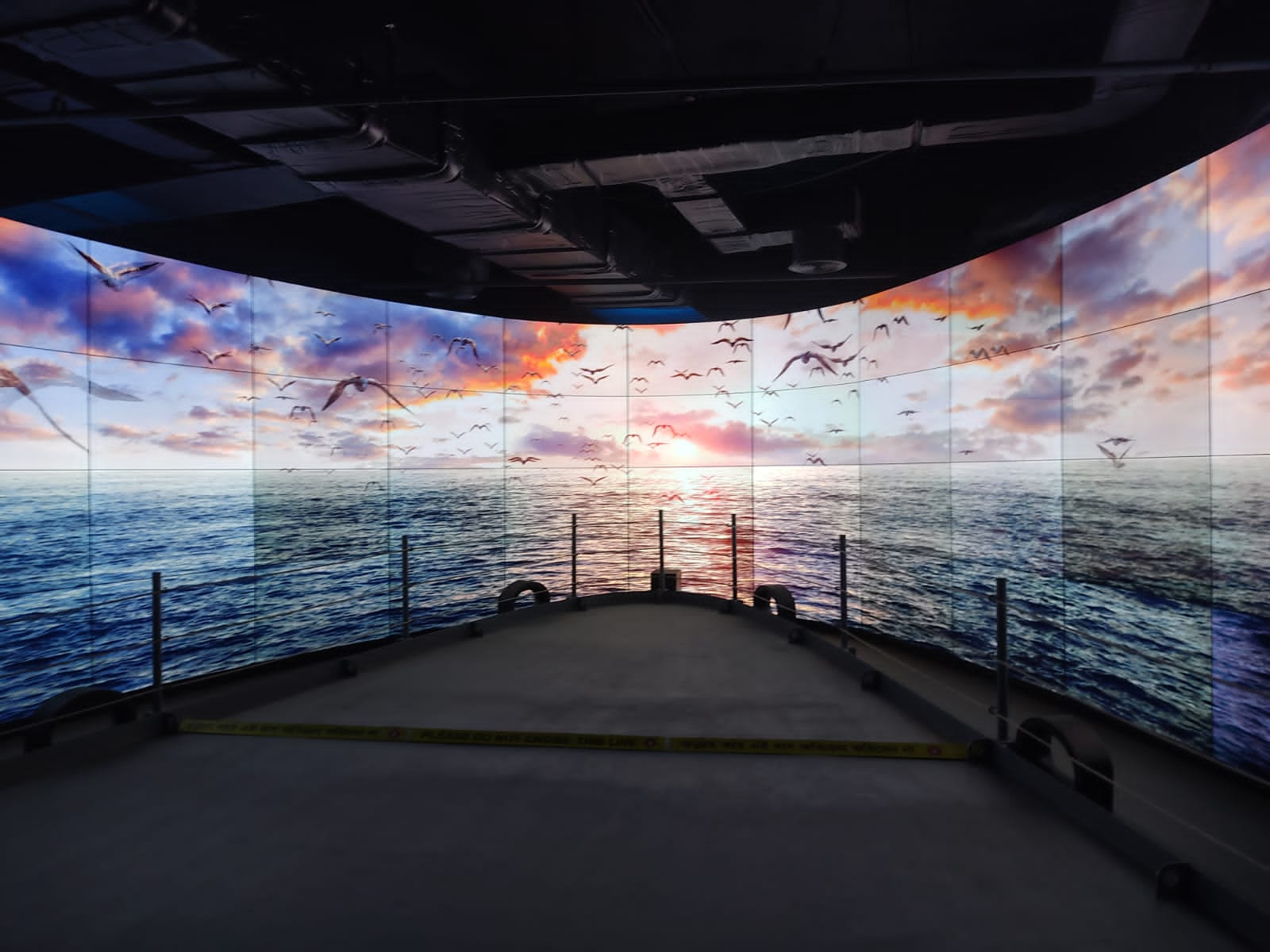
孟加拉海军展間的擴增實境展品之一
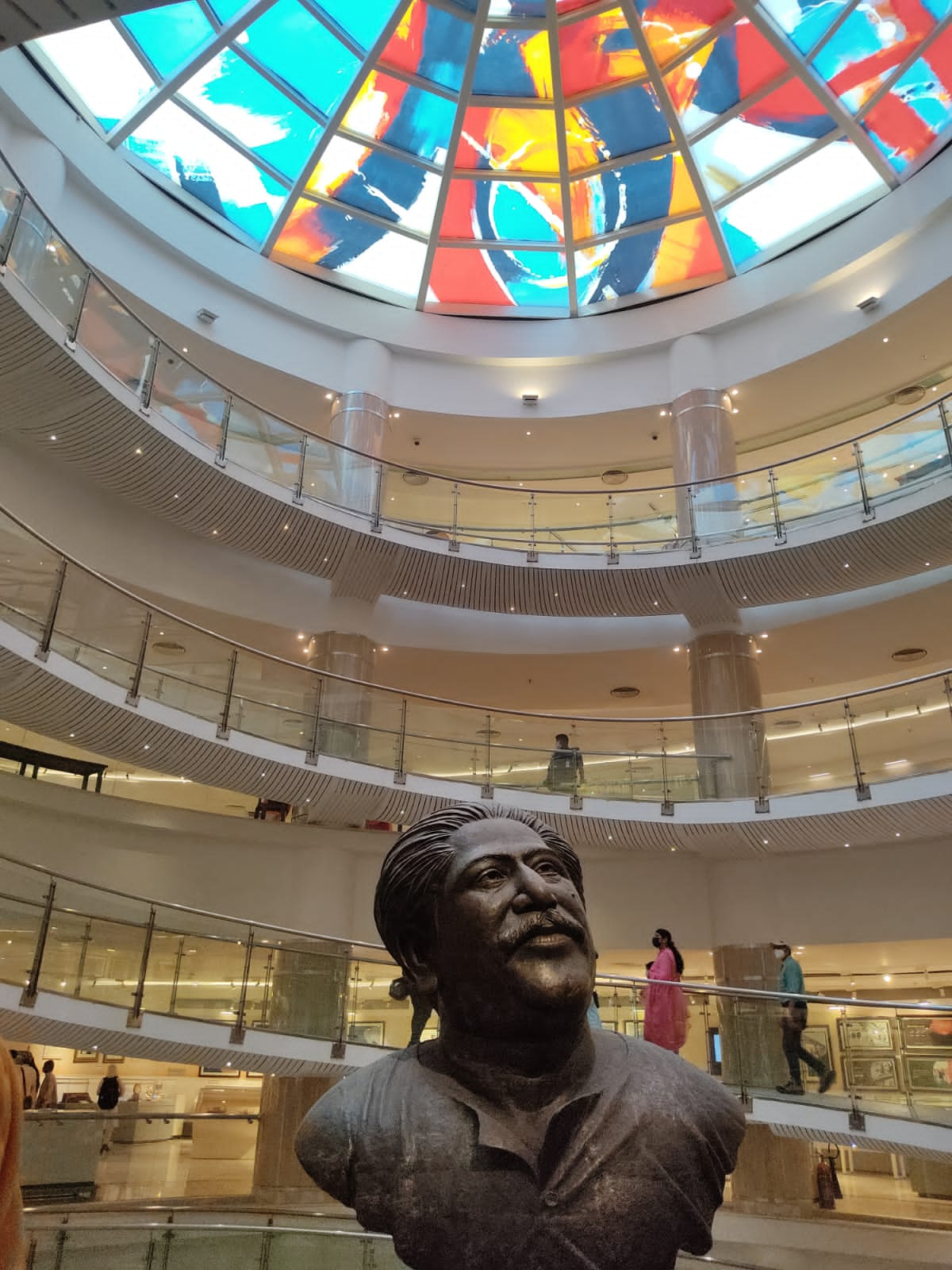
谢赫·穆吉布·拉赫曼的雕塑
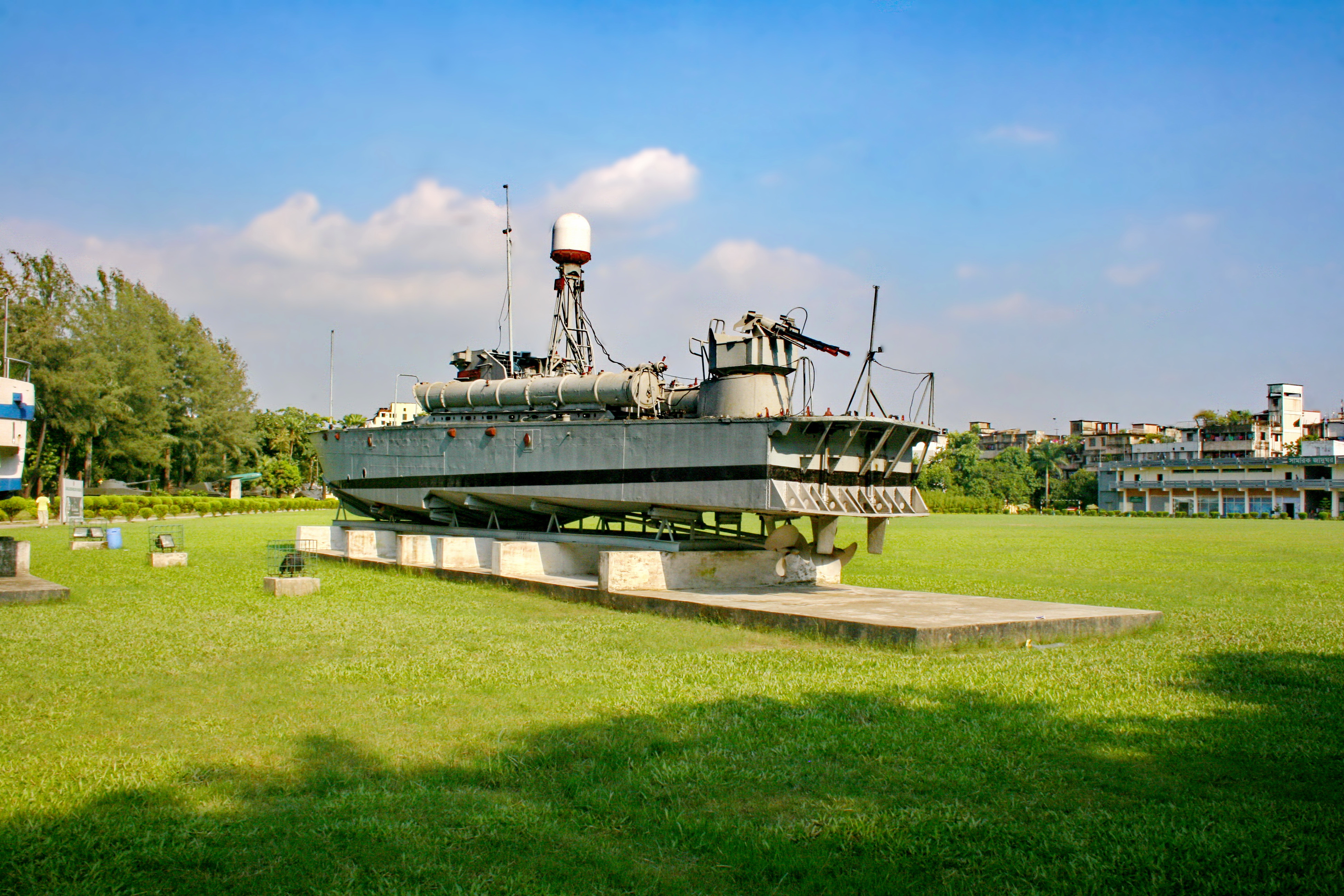
孟加拉海军退役的P4級魚雷艇
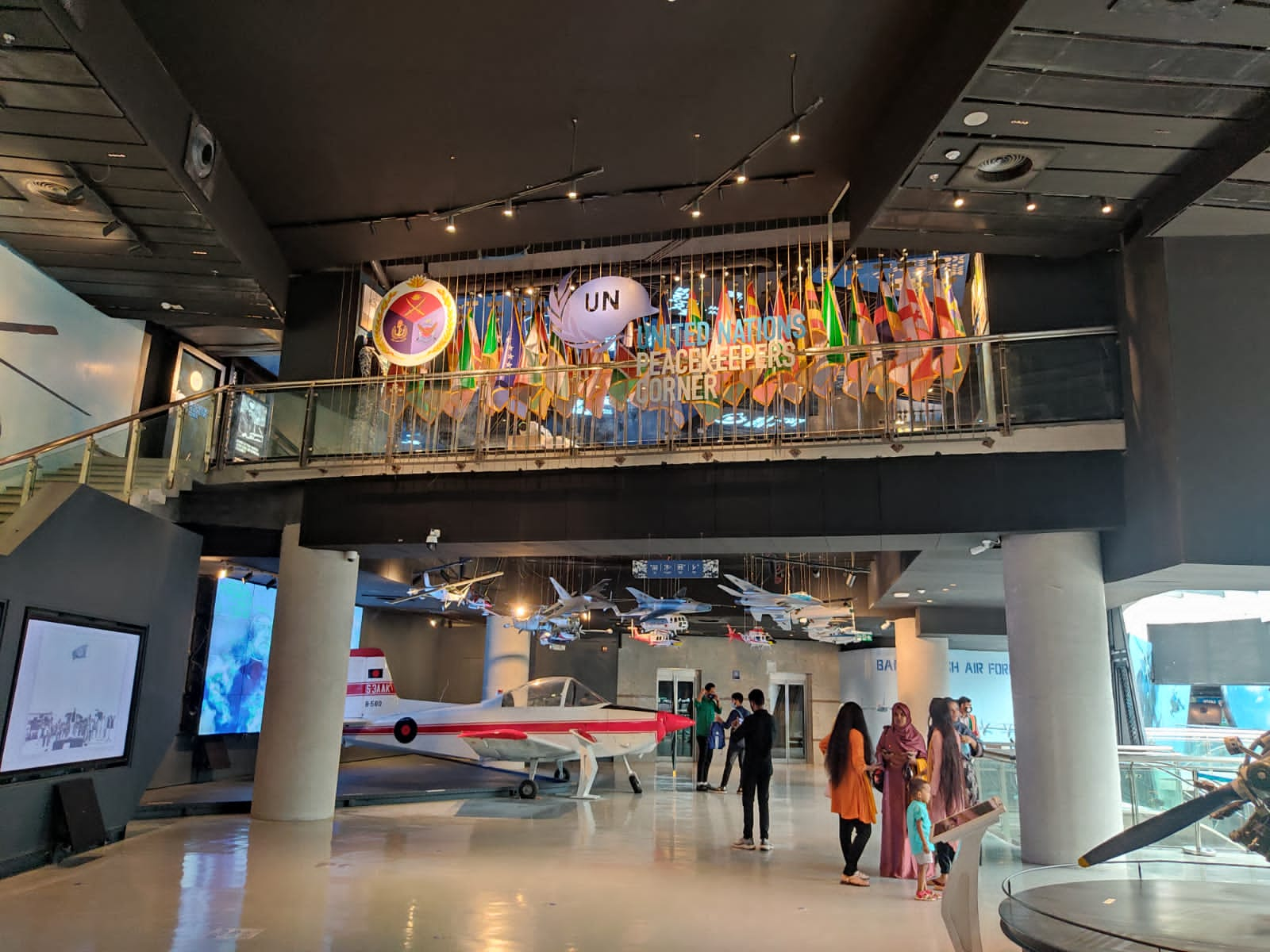
联合国维持和平部队展間

## 外部連結
- 孟加拉國防軍事博物館 - 官方網站 （页面存档备份，存于）